# فواز مجعدل
فواز مجعدل الفلات (مواليد 24 يوليو 1988) هو لاعب كرة قدم سعودي.
كانت بداياته مع نادي حطين و وقع مع نادي ضمك في عام 2015 و لعب معهم موسم وبعدها عاد إلى نادي حطين في عام 2016 .
و هو توأم مع اللاعب حسين مجعدل الفلات .